# Ареналь (озеро)
Ареналь (исп. Laguna Arenal, Embalse Arenal) — самое большое озеро Коста-Рики.
Расположено приблизительно в 90 км к северо-западу от Сан-Хосе. Высота над уровнем моря — 600 м. Поблизости находится вулкан Ареналь (на восточном берегу).
Озеро увеличилось в 3 раза после строительства дамбы ГЭС в 1979 году. Во время заполнения было затоплено несколько небольших городков. Площадь озера составляет 80 квадратных километров. ГЭС производит 70 % электроэнергии в Коста-Рике. Озеро Ареналь обеспечивает водой регион и провинцию Гаунакасте.